# Amt Altweilnau

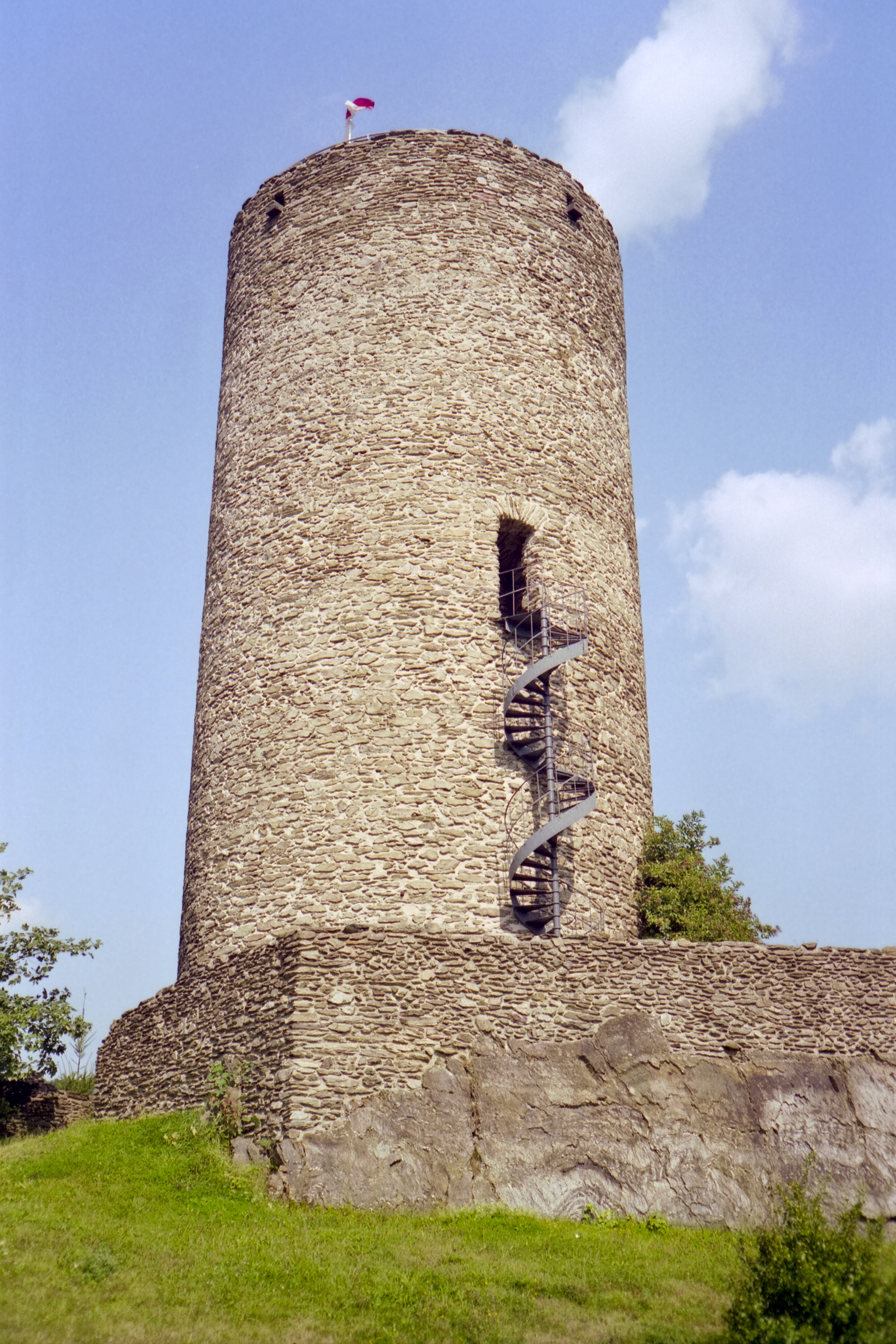
Burg Altweilnau

Das Amt Altweilnau war ein Nassau-Usingischer Verwaltungsbezirk mit Sitz in Altweilnau. Das Amt ging im Amt Usingen auf.
1326 war die Hälfte der Grafschaft Weilnau in Nassauer Hände übergegangen. Die Burg Altweilnau bildete nun den Kern der nassauischen Herrschaft im mittleren Weiltal. 1328 wird der erste Amtmann von Altweilnau genannt; Es wurde mit dem Erwerb eine Amtsstruktur eingerichtet.
In einer Amtsbeschreibung aus dem Jahr 1557 wurden Altweilnau, Riedelbach, Mauloff, Steinfischbach, Emmershausen, Winden, Langenbach sowie Wehrheim, Anspach und Obernhain als Sprengel des Amtes genannt. Die gleichen Orte, bis auf Lauken, werden auch in einem Weistum aus dem Jahr 1482 genannt. In diesem Weistum, in dem zum Landgericht auf dem Rodelnberg bei Riedelbach eingeladen wurde, wurde die Einladung nicht nur vom Nassauisch-Dillenburgischen und vom Nassauisch-Eppsteinischen Amtmann, sondern auch von einem hessischen Amtmann ausgesprochen. Die Blutgerichtsbarkeit (es ging im Prozess um ein Todesurteil wegen Diebstahls) wurde damals gemeinsam wahrgenommen.
Die niedere Gerichtsbarkeit im Amt wurde überwiegend von Kirchspielgerichten wahrgenommen, die der Kirchenorganisation folgten (und daher nicht mit den Amtsgrenzen deckungsgleich waren).
Die vielfachen Erbteilungen des Hauses Nassau führten auch zu Aufteilungen des Amtes unter verschiedenen Zweigen. Ab dem Ende des 16. Jahrhunderts bestand das Amt Wehrheim aus den Orten Wehrheim, Anspach und Obernhain. In der gleichen Zeit wird Treisberg und Landstein neu als Teil des Amtes genannt. 
Ab 1659 gehörte das Amt zu Nassau-Usingen. Seit 1667 wurde das Amt in Personalunion durch den Amtmann des Amtes Usingen geführt. 1729 verordnete Regentin Charlotte Amalie von Nassau-Usingen eine Verwaltungsreform. Als Teil dieser Reform ging das Amt Altweilnau im Amt Usingen auf.